# ایرشر جنوبی
ایرشر جنوبی (به انگلیسی: South Ayrshire) یک شهرستان در بریتانیا است که در اسکاتلند واقع شده‌است.
این شهرستان ۱٬۲۲۲ کیلومتر مربع مساحت و ۱۱۳٬۰۰۰ نفر جمعیت دارد.